# Патов, Николай Александрович
Никола́й Алекса́ндрович Па́тов (род. 16 сентября 1970) — российский ученый. Академик Российской академии образования Российской Федерации (2011), доктор педагогических наук, кандидат юридических наук, профессор. Глава города Брянска (с 2009 г.). Лауреат премии Правительства РФ в области образования (2012).

## Биография
В 1992 году окончил Ярославский государственный университет, в 1994 году — Академию управления МВД РФ. В 2004 году — МГИМО МИД России.
С 1992 по 1999 год проходил службу в прокуратуре Российской Федерации, и в органах МВД Российской Федерации.
В 1999 году начал научную работу, преподавал в учреждениях системы высшего образования Российской Федерации. С 2001 года — доцент кафедры уголовного права и уголовного процесса, с 2003 года — профессор этой кафедры, с 2007 года — заведующий кафедрой. С 2008 года — проректор по науке  Московского психолого-социального университета.
Удостоен Благодарности Председателя Совета Федерации Федерального Собрания Российской Федерации.
Награждён Грамотой Президента Российской Федерации В. В. Путина.

## Семья
Н. А. Патов — внук Николая Ивановича Патова (1910—1958) — детского писателя, члена Союза писателей СССР, участника второго всесоюзного Съезда советских писателей.
Отчим — Владимир Васильевич Дорошков, секретарь Президиума Верховного суда Российской Федерации (в отставке), судья Верховного суда (в отставке), профессор, член-корреспондент Российской академии образования, заслуженный юрист Российской Федерации, имеет высший квалификационный чин.
Мать — Татьяна Николаевна Патова, судья Московского областного суда (в отставке), заслуженный юрист Российской Федерации, имеет высший квалификационный чин.

## Научная деятельность
Н. А. Патов является автором более 200 научных работ. В сферу интересов Н. А. Патов входят история университетского образования, антропологическая педагогика, уголовное судопроизводство.
С 1998 по 2021 опубликовал в соавторстве более 30 статей.
В 1997 году Н. А. Патов стал кандидатом юридических наук, защитив диссертацию «Процессуальные и организационные основы производства по уголовным делам, приостановленным в связи с неустановлением лица, подлежащего привлечению в качестве обвиняемого» (специальность ВАК: «Уголовный процесс, криминалистика; оперативно-розыскная деятельность», 163 с., Москва, 1997).
В 2006 году Н. А. Патов стал доктором педагогических наук, защитив диссертацию «Генезис и содержание мировоззренческой подготовки студентов в отечественных университетах (XVII—XX вв.)» (13.00.01, 366 с., Москва, 2005).
В 2007 году решением ВАКа Н. А. Патову присвоено ученое звание профессора. В 2008 году Н. А. Патов избран членом-корреспондентом государственной Российской академии образования, в 2011 году — действительным членом Российской академии образования.
В 2012 году Н. А. Патов признан лауреатом премии правительства РФ в области образования.
Является заместителем главного редактора научно-методического журнала «Вестник Московского психолого-социального университета», состоит в редакционной коллегии журнала «Мир образования — образование в мире», в редакционном совете журнала «Мировой судья». Эти журналы включены в перечень рекомендованных Высшей аттестационной комиссией при Министерстве образования и науки РФ ведущих рецензируемых научных журналов и изданий, выпускаемых в РФ.
В 2021 году Н. А. Патов награждён медалью Государственной академии наук «За выдающиеся заслуги».
В 2024 году Н.А Патов награжден медалью Государственной академии наук Российской академии образования имени С.Я. Батышева за значительный вклад в разработку вопросов теории и практики профессионального образования и обучения в Российской Федерации.
Лауреат Всероссийского конкурса на лучшую научную книгу 20221 («Формирование мировоззренческих установок культурной элиты в Российских университетах XIX—XX вв.»)

## Монографии
Николай Александрович Патов — автор более 200 научных статей и публикаций.

### Монографии
- «Мировоззренческая подготовка студентов в отечественных университетах: история и современность». Патов Н. А. 2004.
- «История становления системы мировоззренческой подготовки студентов в отечественных университетах». Патов Н. А. 2004.
- «Особенности оперативно-розыскной деятельности при производстве уголовных дел, приостановленных в связи с неустановлением лица, подлежащего к привлечению в качестве обвиняемого». Патов Н. А. 2006.
- «Международная правовая оценка регулирования университетского образования». Патов Н.А. 2008.
- «Проблемы формирования мировоззренческих установок в кросс-культурной среде современного мира». Патов Н. А. 2008.
- «Интеллигенция и университетское образование XXIII — начала XX века». Патов Н. А. 2008.
- «Особенности производства по уголовным делам, приостановленным ввиду неустановления лица, подлежащего привлечению в качестве обвиняемого». Патов Н. А. 2009.
- «Отечественное университетское образование и становление культурной элиты в России. Начало XVII века — начало XX века». Патов Н. А. 2011.
- «Формирование культурно-интеллектуальной элиты в российских университетах. Начало XVII — начало XX века». Патов Н. А. 2015.
- «Право как элемент мировой антропологической системы». Патов Н. А. 2016.
- «Мировоззренческие основы и структурные особенности российского судоустройства». Дорошков В. В., Патов Н. А. 2018.
- «Формирование мировоззренческих установок культурной элиты в Российских университетах XIX—XX вв.». Патов Н. А. 2021
- «Трансформация интеллигенции как социальный феномен. Начало XX века» Патов Н.А., Патова А.Н. 2023
- «Тематический сборник статей по истории Российского образования» Патов Н.А. 2024